# Поимский сельсовет
Поимский сельсовет — сельское поселение в Белинском районе Пензенской области Российской Федерации.
Административный центр — село Поим.

## История
Статус и границы сельского поселения установлены Законом Пензенской области от 2 ноября 2004 года № 690-ЗПО «О границах муниципальных образований Пензенской области».

## Население
| 2002  | 2010  | 2012  | 2013  | 2014  | 2015  | 2016  |
| ----- | ----- | ----- | ----- | ----- | ----- | ----- |
| 4278  | ↘3532 | ↘3415 | ↘3362 | ↘3284 | ↘3218 | ↘3113 |
| 2017  | 2018  | 2021  |       |       |       |       |
| ↘3049 | ↘2961 | ↗3119 |       |       |       |       |

## Состав сельского поселения
| № | Населённый пункт | Тип населённого пункта       | Население |
| - | ---------------- | ---------------------------- | --------- |
| 1 | Поим             | село, административный центр | ↘2712     |
| 2 | Режа             | посёлок                      | 12        |
| 3 | Топориха         | село                         | ↘130      |
| 4 | Ушинка           | село                         | ↘39       |
| 5 | Шарова           | посёлок                      | ↘639      |

### Упразднённые населённые пункты
1 декабря 2015 года в соответствии с Законом Пензенской области № 2830-ЗПО из учетных данных административно-территориального устройства Пензенской области исключено село Алексеевка, как фактически прекратившее существование.